# اقتدار کاریزماتیک
اقتدار کاریزماتیک یا پرجذبه (به انگلیسی: Charismatic Authority)، در جامعه‌شناسی، به شاخصه حکومت مبتنی بر فرمانبرداری بی‌چون‌و‌چرا از یک رهبر به‌علت جاذبه ذاتی و خصوصیات استثنایی وی می‌گویند.

## تاریخچه
در دوران پس از رُنِسانْس، نظریات گوناگونی دربارهٔ شناخت طبیعت و سرشت انسان ارائه شد. گروهی از اندیشمندان معتقد بودند انسان دارای جنبه‌ای منطقی، عقلانی و استدلالی است. در مقابل، گروه دیگری بر این باور بودند که انسان‌ها مجموعه‌ای از احساسات، عواطف و هیجانات دارند که موجب بروز رفتار می‌شود. تا پیش از ماکس وِبِر نظریات مختلفی دربارهٔ رفتار انسان وجود داشت، اما او با ارائهٔ نظریهٔ کنش اجتماعی، تحلیل جامع‌تری ارائه داد که ترکیبی از عقلانیت، احساسات و عوامل فرهنگی را در نظر می‌گرفت.
ماکس وبر نخستین پژوهنده‌ای است که مفهوم کاریزما (پرجذبه‌گی) را به صورتی نظام‌مند در چهارچوب نظریه انواع اقتدار بررسی کرد. او این مفهوم را به عنوان یکی از سه گونه مشروعیت قدرت، در کنار گونه‌های عقلانی-قانونی و سنتی، طرح نمود. پیش از وبر، اندیشمندانی چون نیچه در نظریه ابرمرد و روسو در بحث رهبری برآمده از اراده همگانی، به گونه‌ای غیرمستقیم به موضوع پرجذبه‌گی رهبران پرداخته بودند. از دید وبر، دیوان‌سالاری در جنبه عقلانی، ساختاری برپایه قواعد بی‌طرف و غیرشخصی بود. در برابر، او پرجذبه‌گی را گونه‌ای از اقتدار می‌دانست که بر خصوصیات استثنایی و شخصی رهبر، مانند قهرمانی، تقدس یا گیرایی انقلابی استوار است و فراتر از خرد ناب یا سنت‌های رایج عمل می‌کند. این گفته که همه اندیشمندان پس از رنسانس به مسئله رهبری فراسوی عرف توجه داشته‌اند، درست نمی‌نماید؛ زیرا اندیشمندانی مانند هابز و لاک بیشتر بر مفاهیمی چون قرارداد اجتماعی و خردورزی سودمحور تمرکز داشتند، نه بر پدیده پرجذبه‌گی.

## تعریف و معنای کاریزما
واژهٔ کاریزما ریشهٔ یونانی دارد و به معنی موهبت است.در زبان انگلیسی—که کاربرد امروزی این واژه برگرفته از آنجاست—چند معنا برای charisma نوشته شده، که در حوزه بحث ما—جامعه‌شناسی و علوم سیاسی—دو معنا کاربرد دارند: الف)قدرتی معنوی یا ویژگی‌ای که به شخص، نفوذ یا اقتدار بر شمار زیادی از مردم می‌بخشد.ب)خصوصیت استثنایی‌ای که به یک منصب، عملکرد یا جهت‌گیری نسبت داده می‌شود و دارندهٔ آن را شایستهٔ رهبری، تکریم یا امتیازات مشابه می‌کند—یا تنها اینگونه تصور می‌شود که او شایستۀ آنهاست.این واژه در کتاب عهد جدید مسیحیان نیز به کار رفته است تا مواهب روح‌القُدُس را توصیف کند.
رهبری کاریزماتیک به گونه‌ای از رهبری گفته می‌شود که قدرت و توانایی الهام‌بخشی به پیروان را دارد، در حالی که این توانایی‌ها تنها از نیروی شخصیت و تعهد فرد سرچشمه می‌گیرند. در این نوع رهبری، رابطه‌ای بدون استفاده از پاداش مالی یا اعمال زور با پیروان برقرار می‌شود.

## بسترهای ظهور و سازوکارهای تأثیر رهبران پرجذبه در سازمان و جامعه
در بررسی عوامل شکل‌گیری اقتدار پرجذبه، دو دیدگاه اساسی قابل تشخیص است: شرایط اجتماعی و تاریخی، و پویایی‌های حاکم بر رابطه رهبر و پیرو. صاحب‌نظران مدیریت معتقدند بسترهای اجتماعی و تاریخی نقشی محوری در ظهور رهبران پرجذبه ایفا می‌کنند. ماکس وبر این نوع رهبری را پدیده‌ای می‌داند که عموماً در شرایط استثنایی و نادر ظهور می‌یابد. این افراد پیش از مواجهه با بحران‌های قدرت‌ساز، معمولاً چهره‌هایی عادی، کم‌جذبه و گاه فاقد شایستگی‌های بارز به شمار می‌رفتند. پیوند عاطفی عمیق پیروان با رهبران پرجذبه احتمالاً ریشه در شرایط ویژه سازمانی دارد.
اوج ظهور رهبران پرجذبه معمولاً همزمان با دوره‌های بی‌ثباتی و ناخرسندی اجتماعی، به ویژه در محیط‌های سازمانی است. در چنین شرایطی، ناکارآمدی‌های مدیریتی و ارزش‌های نامناسب سازمانی موجب می‌شود پیروان به تبعیت از رهبران روی آورند و واکنش‌های روان‌شناختی متفاوتی از خود نشان دهند. بحران‌ها محرک اصلی رفتارهایی هستند که شخصیت رهبر پرجذبه را به عنوان کانون اصلی شکل می‌دهند.
در تحلیل روابط رهبر و پیرو، سه گونه ارتباط عاطفی شناسایی شده است که در شکل‌گیری رهبری پرجذبه در سازمان‌ها و جوامع مؤثر است. گونه نخست، روابط انعکاسی نام دارد که مبتنی بر سازوکارهای روان‌شناختی فرافکنانه است. فرافکنی بازتاب‌دهنده فرایندهای ناخودآگاهی است که در روابط مختلف رخ می‌دهند. روابط رهبری قابل مقایسه با روابط عاشقانه هستند. در این رابطه میان پیروان و رهبر، پیروان رفتاری مشابه عاشق از خود نشان می‌دهند، از جمله مبالغه در توصیف رهبر یا اغماض در خطاهای او. زیگموند فروید نیز مناسبات با رهبران را در چارچوب فرافکنی تصویر پدری تفسیر می‌کند. به باور او، ویژگی‌هایی مانند صلابت، عزم راسخ و پویایی رهبران، بخشی از تصویر آرمانی پدر محسوب می‌شود. در این نگرش، رهبر لزوماً شخصیتی عینی نیست، بلکه برساخته‌ای از تمایلات ناخودآگاه پیروان است. جذب انبوه مردم به چهره‌ای خاص، نمونه‌ای از فرافکنی خودشیفتگی به شمار می‌رود. افرادی که در زندگی از دریافت سهم کافی خودشیفتگی محروم بوده‌اند، ممکن است برای جبران این کمبود به سوی رهبران گرایش یابند.
گونه دوم، روابط نمادین است که برخلاف روابط انعکاسی با تکیه بر فرایندهای ناخودآگاه، بر مبانی مفهومی، پیام‌ها، ایدئولوژی‌ها و ارزش‌های بنیادینی استوار است که پیروان از رهبر انتظار دارند. در روابط نمادین، رهبران بر خودپنداره پیروان اثر گذاشته و آنان را به ابراز وجود ترغیب می‌کنند. برخی رهبران ممکن است اهداف مشخصی در راستای هویت‌بخشی به پیروان خود داشته باشند و به عنوان ابزاری روان‌شناختی برای ارتقای ارزش‌های آنان عمل کنند.
در ساختار مقتدر پرجذبه، رهبر در نقش روایت‌گر ظاهر می‌شود و هنگامی که مردم به او می‌پیوندند، در واقع به داستانی مشترک ملحق می‌شوند که خود را در آن بازمی‌یابند. جنبه عاطفی روابط نمادین از طریق ایدئولوژی و تأکید رهبر بر هویت جمعی شکل می‌گیرد، مانند ارتباط با پیشینه تاریخی مشترک یا نمادهای گروهی.
گونه سوم، روابط توسعه‌ای نام دارد. در حالی که تبیین‌های انعکاسی و نمادین عمدتاً درباره رهبران سیاسی و اجتماعی در شرایط پرتلاطم مصداق دارد، پدیده پرجذبه‌گی در سطوح مختلف رهبری از جمله در سازمان‌ها، تیم‌های ورزشی و مربیان نیز مشاهده می‌شود. رابطه توسعه‌ای بدین صورت تعریف شده است: تأثیر عاطفی‌ای که به استحکام پیوند افراد با رهبر، بروز رفتارهای اخلاق‌مدارانه و عملکرد فراتر از چارچوب‌های متعارف مانند ابداعات منجر می‌شود. رهبرانی که احساس امنیت ایجاد می‌کنند، انرژی بالقوه پیروان را آزاد ساخته و به رشد فردی و پاسخ به نیازهای عقلانی جامعه کمک می‌کنند.

## نقش پیروان و مؤلفه‌های رفتاری در شکل‌گیری پرجذبه‌گی
پیروان، رهبران پرجذبه را براساس کنش‌های متقابل می‌شناسند و به آنها هویت می‌بخشند. پرجذبه‌گی را باید ویژگی‌ای دانست که توسط پیروان شکل می‌گیرد؛ یعنی افرادی که مجموعه‌ای از رفتارهای مشخص را در محیط سازمانی از رهبر خود مشاهده می‌کنند.
رفتار رهبر در سازمان را می‌توان با توجه به ویژگی‌های پرجذبه پیروانش تحلیل کرد. پرجذبه‌گی ویژگی ذاتی رهبر محسوب نمی‌شود، بلکه خاصیتی است که از رفتارهای او سرچشمه می‌گیرد.
مؤلفه‌های رفتاری رهبری پرجذبه با هم در تعامل بوده و مجموعه‌ای یکپارچه را تشکیل می‌دهند. رهبران زمانی پرجذبه محسوب می‌شوند که چشم‌اندازهایشان به طور محسوسی با وضعیت موجود تفاوت داشته باشد، با این حال پیروان باید آزادی انتخاب برای پذیرش یا رد آن را داشته باشند. رهبران پرجذبه ممکن است خطرات شخصی قابل توجهی را بپذیرند، هزینه‌های سنگینی متحمل شوند و از خودگذشتگی نشان دهند تا به اهداف جمعی دست یابند. آنها توانایی خود در عبور از ساختارهای موجود را با به‌کارگیری روش‌های غیرمتعارف و ویژه به نمایش می‌گذارند.
این رهبران از رفتارهای بدیع و نامتعارف استفاده می‌کنند و خطراتی را متحمل می‌شوند که احتمالاً به زیان منافع شخصی آنها تمام می‌شود. آنها ارزیابی دقیقی از منابع محیطی خود دارند و درک می‌کنند که محدودیت‌ها چگونه بر تعریف یا درک آنها از چشم‌اندازها تأثیر می‌گذارد. هنگامی که محدودیت‌ها و فشارهای محیطی برای رهبران پرجذبه مثبت ارزیابی می‌شود، از راهکارهای نوآورانه خود بهره می‌برند. رهبر پرجذبه وضعیت موجود را منفی و طاقت‌فرسا توصیف می‌کند و اهداف آینده را جایگزینی جذاب‌تر و دست‌یافتنی‌تر ترسیم می‌نماید. این رهبران انگیزه‌های خود را به روشنی بیان می‌کنند تا از طریق رفتارهای جسورانه، نشان‌دادن اعتمادبه‌نفس، تخصص، روش‌های غیرمتعارف و توجه به نیازهای پیروان، رهبری مؤثری داشته باشند.
رهبری پرجذبه ویژگی ذاتی نیست که همگان از آن برخوردار باشند. این ویژگی به‌صورت دائمی همراه فرد نیست و همه افراد قادر به پذیرش هر شخصی به‌عنوان رهبر پرجذبه نمی‌باشند. در مرحله نخست، عواملی وجود دارند که باعث شکل‌گیری و بروز پرجذبه‌گی می‌شوند. در مرحله بعد، عواملی هستند که در ثبات، شدت و ضعف این ویژگی در رهبر تأثیرگذارند. نکته اساسی این است که پرجذبه‌بودن در واقع ویژگی‌ای است که پیروان به رهبران نسبت می‌دهند. پرجذبه‌گی به رفتارهای قابل مشاهده از سوی رهبر وابسته است. مجموعه‌ای از مؤلفه‌های رفتاری در رهبر وجود دارد که موجب بروز صفات پرجذبه در وی می‌گردد. با توجه به این یافته‌ها می‌توان این صفات را شناسایی کرد و حتی در افرادی که از استعدادهای ذاتی برخوردارند، پرورش داد.

## نمونه‌هایی از شخصیت‌های پرجذبه
از میان اشخاص پرجذبه می‌توان به ناپلئون، آدولف هیتلر، ماهاتما گاندی، مائو، استیو جابز و چگوارا اشاره کرد.